# Margaret Lockwood
Margaret Lockwood (15 de septiembre de 1916 – 15 de julio de 1990) fue una actriz teatral, cinematográfica y televisiva británica, conocida por sus actuaciones en melodramas de Gainsborough Pictures de la década de 1940 tales como The Man in Grey, Love Story y The Wicked Lady.

## Inicios
Su nombre completo era Margaret Mary Lockwood Day, y nació en Karachi, en aquel momento perteneciente a las colonias británicas de la India (actualmente Pakistán). Sus padres eran un inglés administrador de una compañía ferroviaria y su esposa, una irlandesa. La familia de Lockwood, junto a su hermano, volvió al Reino Unido siendo ella una niña. Estudió en la escuela femenina Sydenham High School, y en otra en el distrito de Kensington, en Londres.
A temprana edad empezó a prepararse para ser actriz teatral en la Academia Italia Conti, debutando en 1928, a los 12 años de edad, en el Teatro Weston's Music Hall, donde encarnó a un hada en El sueño de una noche de verano. En diciembre del año siguiente actuó en el Scala en la pantomima The Babes in the Wood, y en 1932 en el Teatro Drury Lane con la obra Cavalcade. 
Lockwood después se preparó en la Royal Academy of Dramatic Art de Londres, donde fue descubierta por un cazatalentos que le dio a firmar un contrato. En junio de 1934 fue Myrtle en House on Fire, en el Queen's Theatre, y el 22 de agosto de 1934 interpretó a Margaret Hamilton en la obra de Gertrude Jenning Family Affairs en su estreno en el Ambassadors. Otros papeles fueron el de Helene Ferber en Repayment en el Teatro Arts en enero de 1936; el de Trixie Drew en la pieza de Henry Bernard Miss Smith, representada en el Teatro Duke of York en julio de 1936; y el de Ann Harlow en el Queen's en julio de 1937 con la obra Ann's Lapse.

## Carrera cinematográfica

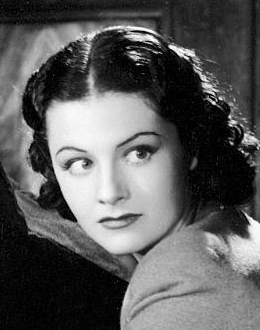
Margaret Lockwood en 1938

Lockwood empezó a actuar en el cine en 1934, y en 1935 participó en Lorna Doone. En 1938 protagonizó su film de mayor éxito, The Lady Vanishes, dirigido por Alfred Hitchcock, en el cual trabajó por vez primera con Michael Redgrave. En 1940 hizo el papel de Jenny Sunley, la mujer del personaje de Redgrave, en Las estrellas miran hacia abajo. En los primeros años cuarenta Lockwood cambió su imagen, interpretando a malvadas en películas con historias contemporáneas o de época, llegando a ser la actriz con más éxito del cine británico de la época. Su mayor éxito llegó con el papel del título en The Wicked Lady (1945), un film controvertido en su día y que le otorgó una considerable publicidad. En 1946 Lockwood recibió el Premio del Daily Mail a la actriz británica más popular.
Lockwood volvió al teatro en 1949 participando en una gira nacional que batió récords con la obra de Noël Coward Private Lives. También interpretó a Eliza Doolittle en la pieza de George Bernard Shaw Pigmalión, representada en el Edinburgh Festival de 1951, y asumió el papel del título en Peter Pan, de J. M. Barrie, que se puso en escena en 1949, 1950, y 1957 (en este último caso con su hija, Julia Lockwood, en el papel de Wendy). Entre sus posteriores éxitos en el círcuito teatral del West End londinense figuran An Ideal Husband (de Oscar Wilde, 1965/66, en la cual fue la malvada Mrs Cheveley), Lady Frederick (de W. Somerset Maugham, 1970), Relative Values (de Noël Coward, 1973), y los thrillers Spider's Web (1955, escrita para ella por Agatha Christie), Signpost to Murder (1962), y Double Edge (1975).
En 1969 fue Julia Stanford en la producción televisiva Justice is a Woman, que inspiró la serie de Yorkshire Television Justice, la cual se emitió durante tres temporadas (39 episodios) entre 1971 y 1974, y en la cual actuaba su compañero en la vida real, el actor John Stone. El papel de Lockwood en el programa le valió los premios a la mejor actriz de TVTimes (1971) y de The Sun (1973). Su última actuación profesional fue con el papel de Alejandra de Dinamarca en la pieza de Royce Ryton Motherdear (Teatro Ambassadors, 1980).  
Margaret Lockwood fue nombrada comendadora de la Orden del Imperio Británico (CBE) en la ceremonia de New Year's Honours de 1981.

## Últimos años
Margaret Lockwood estuvo casada con Rupert Leon, de quien se divorció en 1949. Vivió sus últimos años recluida en Kingston-upon-Thames, Londres, y falleció en 1990 en el Hospital Cromwell del barrio londinense de Kensington, a causa de una cirrosis hepática. Tenía 73 años de edad. Sus restos fueron incinerados en el Cementerio Putney Vale.

## Selección de su filmografía
- Lorna Doone (1934)
- The Case of Gabriel Perry (1935)
- Man of the Moment (1935)
- Honours Easy (1935)
- Someday (1935)
- Midshipman Easy (1935)
- Jury's Evidence (1936)
- The Amateur Gentleman (1936)
- The Beloved Vagabond (1936)
- Irish for Luck (1936)
- The Street Singer (1937)
- Who's Your Lady Friend? (Dime con quién andas, 1937)
- Melody and Romance (1937)
- Doctor Syn (1937)
- Owd Bob (1938)
- Bank Holiday (El amor manda, 1938)
- The Lady Vanishes (1938)
- Susannah of the Mounties (1939)
- A Girl Must Live (1939)
- Rulers of the Sea (Señores del mar, 1939)
- Las estrellas miran hacia abajo (1939)
- Night Train to Munich (1940)
- Girl in the News (Su nombre en los periódicos, 1940)
- Quiet Wedding (Boda sosegada, 1941)
- Alibi (1942)
- Dear Octopus (Bodas de oro, 1943)
- The Man in Grey (1943)
- Give Us the Moon (1944)
- Love Story  (1944)
- I'll Be Your Sweetheart (1945)
- A Place of One's Own (1945)
- The Wicked Lady (La mujer bandido, 1945)
- Bedelia (1946)
- Jassy (1947)
- Hungry Hill (1947)
- The White Unicorn (1947)
- Pygmalion (1948)
- Look Before You Love (1948)
- Cardboard Cavalier (1949)
- Madness of the Heart (1949)
- Highly Dangerous (Armas secretas, 1950)
- Trent's Last Case (1952)
- Laughing Anne (1953)
- Trouble in the Glen (Lío en el valle, 1954)
- Cast a Dark Shadow (1955)
- The Slipper and the Rose (1976)